# بوچمپ داف
بوچمپ داف (انگلیسی: Beauchamp Duff; ۱۷ فوریهٔ ۱۸۵۵ – ۲۰ ژانویهٔ ۱۹۱۸) فرد نظامی اهل پادشاهی متحد بریتانیای کبیر و ایرلند بود. وی همچنین برندهٔ جوایزی همچون نشان سلطنتی ویکتوریایی و نشان حمام شده‌است.